# Distretto di Mul-Baiyer
Il distretto di Baiyer-Mul, in inglese Baiyer-Mul District, è un distretto della Papua Nuova Guinea appartenente alla provincia degli Altopiani Occidentali. Ha una superficie di 1.376 km² e 38.000 abitanti (stima nel 2000)